# Vomano
Le Vomano est un fleuve du centre-est de l'Italie des régions Abruzzes.

## Géographie
Il prend sa source au monte San Franco à une altitude de 2 132 m.
En aval à une altitude de 1 050 m, sur le massif du Gran Sasso il forme le lac de San Giovanni (1 km de long). Pratiquement tout son parcours se situe dans la province de Teramo.
Il se jette dans la mer Adriatique, près du hameau de Scerne, au sud de Roseto degli Abruzzi.
Affluents de droite
- rio Arno.
- rivière Mavone.
- torrent Rocchetta.

Affluents de gauche
- torrent Cerreto.
- fosso Maiorano.
- fosso delle Monache.
- torrent delle Paludi.
- fosso Torrio.

Le parc territorial de la rivière Vomano suit une grande partie de son cours.

## Sources
- (it) Cet article est partiellement ou en totalité issu de l’article de Wikipédia en italien intitulé « Vomano » (voir la liste des auteurs).